# Norma John
A Norma John egy finn popzenei duó, amelynek tagjai Lasse Piirainen zongorista és Leena Tirronen énekesnő. Tirronen korábban az X Factor Suomi első évadában a harmadik helyen végzett. A duó képviselte Finnországot a 2017-es Eurovíziós Dalfesztiválon a Blackbird című dallal, azonban nem jutottak tovább a döntőbe.

## Pályafutás
Az együttes korábban Norma John and a Backbone néven indult. Tagjai Tirronen és Piirainen mellett Nicolas Rehn gitáros, Miikkael Anttila basszusgitáros és Otto Alahuhtala dobos voltak.
2016. december 23-án bejelentették, hogy a duó az Uuden Musiikin Kilpailu finn eurovíziós nemzeti válogatóműsor döntőse lett. A műsorban mind a zsűri-, mind pedig a közönségszavazást megnyerték, így ők képviselték Finnországot a 2017-es Eurovíziós Dalfesztiválon, ahol az első elődöntő hetedik fellépői voltak 2017. május 9-én, a kijevi Nemzetközi Kiállítási Központban. Itt azonban a tizenkettedik helyen végeztek, így nem jutottak tovább a május 13-i döntőbe.

## Diszkográfia

### Kislemezek
- Blackbird (2016)
- Hellfire (2018)

### Közreműködések
- Wild Eyes (2018, Kasia Moś-sal közösen)